# Puerto Obaldía
Puerto Obaldía est l'un des quatre corregimientos du comarque indigène panaméen de Guna Yala, située à la frontière avec la Colombie. Elle a une population de 672 habitants (2010).

## Histoire
Il a été fondé le 9 juin 1909. La ville de Puerto Obaldía (533 habitants) est le principal point de passage de la frontière avec la Colombie. On y trouve donc le principal poste de la police nationale du Panama dans toute la région, un bureau des migrations et le consulat de Colombie. Dans le corregimiento se trouvent d'autres villes comme La Miel (80 habitants), La Boca (31 habitants) et Bahía Blanca (28 habitants).
La condition de port sur les côtes frontalières garantit l'activité commerciale venant à la fois du côté panaméen et colombien. Outre le commerce, les habitants de Puerto Obaldía pratiquent la pêche et l'agriculture.

## Accessibilité
Il existe des bateaux pour Capurganá, en Colombie, au prix de 10 $ ; le voyage dure environ une heure. Depuis l'aéroport de Puerto Obaldía, il y a des vols tous les deux jours vers la ville de Panama (aéroport international Marcos A. Gelabert).